# Amon Göth
Amon Leopold Göth (Beč, 11. prosinca 1908. – Płaszów, Krakov, 13. rujna 1946.) bio je njemački časnik, Hauptsturmführer (satnik) SS-a i zapovjednik koncentracijskog logora Plaszow.
Dana 5. rujna 1946. osuđen je u Krakowu na smrt i obješen 13. rujna iste godine u logoru Plaszow. 
Amon Göth u logoru je živio s Ruth Irene Goeth, s kojom je dobio kćerku Moniku Hertwig i danas mu je živi potomak unuka Jennifer Teege čiji je biološki otac Nigerijac

## Vanjske poveznice
- 'My grandfather would have shot me'